# 李际春 (1877年)
李际春（1877年—1950年代？）字鶴翔，回族，直隶丰润南关人，中华民国军事及政治人物、满洲国商界人士。

## 生平

### 从清朝到民国
清朝末年，李际春的父亲携家自直隶沧县李天穆新庄迁居丰润南关。当时，李家的生活贫困。后来，李际春的父亲因武艺强，故出任捕快。清朝光绪丁丑三年（1877年），李际春出生于这个武术世家。李际春自幼练习武术，念私塾。十六、七岁时，李际春从军。不久，李际春考入开平武备学堂骑兵科，与吴佩孚成为同学，教官是俄国哥萨克人。毕业后，李际春在开平镇守使王怀庆部当下级军官，因说服兵变头目归队，获得王怀庆赏识，很快升任协统。
1912年至1913年，外蒙古派兵进攻内蒙古。袁世凯的北京政府乃派兵防守。1913年，时任淮军纵队司令的李际春在多伦镇守使王怀庆手下参与作战。后来，李际春升任袁世凯总统府侍卫武官。因部下高二虎涉嫌于1913年杀害内蒙古多伦诺尔汇宗寺的甘珠尔瓦活佛，遭蒙古王公、喇嘛控告，李际春乃被判处有期徒刑，免除军职。高二虎也被判刑，但未被判处死刑。
刑满释放后，李际春重任总统府侍卫武官。1919年至1921年，李际春应西北镇守使井岳秀之邀，赴陕西协助剿匪，歼灭了土匪卢占魁之后回到北京。1922年，张作霖的奉军和吴佩孚的直军为了争夺地盘，在山海关、冷口、喜峰口、古北口等长城关隘设重兵，大战一触即发。在北京的名人李际春等人曾在北京、奉天之间奔走劝和，但最终调停失败，第一次直奉战争爆发。1922年10月25日，李际春获封将军府际威将军。
1925年，李际春的母亲逝世，李际春回家治丧。丰润县知事穆长瑞、驻当地的骑兵三旅旅长萧国庆亲自吊唁，并派军警在李家门口站岗。1925年，李际春被张宗昌任命为第九军军长，辖下有俄国白军哥萨克马队。1926年，李际春率第九军进攻天津的李景林，失败后逃至北京，遭张作霖缴械并通缉。1928年6月，北伐军唐生智部进占冀东，驻唐山裕丰饭店的张宗昌、褚玉璞的直鲁联军司令部倒台。李际春逃到天津日租界居住，其间一度兴办利和公司准备晋煤外运，但不久即停业。

### 便衣队总司令
1931年9月18日，九一八事变爆发。此后，日本的天津特务机关长土肥原贤二大佐找到闲居在天津日租界须磨街新德里（今陕西路）的李际春，说服他参加日本策动的“华北自治”。土肥原贤二任命李际春为便衣队总司令，张璧为副司令，总司令部先后设于万国公寓楼上28号、蓬莱街太平里6号，以天津日租界为基地开展活动，招募当地土匪首领袁文会、曹华阳、萧云峰、高鹏九等人，及地痞流氓等共2000多人。
1931年11月8日，李际春、张璧率便衣队打着要求“华北自治”的旗帜，自天津日租界出发，到华界的天津市政府请愿。当时，天津军政负责人为东北军第二军军长兼河北省政府主席王树常，手下有东北军少壮派军人、天津市市长兼公安局局长张学铭，还有军事干部孙铭九、黄冠南、解如川、贾国辅（人称四大金刚）等。他们使用强硬手段驱散了请愿者，并逮捕了若干小头目，请愿者大部分退入天津日租界。
1931年11月9日，李际春奉命亲率敢死队200多人，在海光寺的日本驻军掩护之下，冲到华界东浮桥，企图抢占天津市公安局，遭到中国驻军反击，敢死队退入天津日租界。日本的天津特务机关长土肥原贤二、驻军司令香椎浩平、日本驻天津总领事桑岛主计等，乃向中国政府提出严重抗议，指中国政府践踏民主、摧残民权。同时，下令天津日租界实行戒严。此时，李际春协助日本方面将溥仪从天津接往大连，李际春也赴大连。

### 满洲国成立后
1932年初，满洲国成立。1932年底，土肥原贤二大佐委任在大连的李际春为“救国军”总司令、邓炎侯为副司令。总司令部设于锦州。李际春将该军扩至数千人。1933年1月6日，日军进攻长城各隘口，“救国军”充当前导，国军除何柱国部进行抵抗之外，其余的王以哲等部均不战而退。
1933年5月，李际春在秦皇岛成立了日本手下的华北民众自治联军军政府政务厅（后迁至唐山裕丰饭店），并自任厅长，向各县派任县长、公安局长等，设官进行统治。比如，向丰润县委派了贾惠谱为县长，张麟阁为公安局长。1933年，日军攻占冀东22个县。根据《塘沽协定》，冀东属于非战区，日军允许中国方面保留四个保安总队。第一总队队长为张砚田、第二总队队长为张庆余，这两个总队驻通县；第三总队队长为刘佐舟，驻滦县；第四总队队长为赵雷，驻唐山。一个总队的兵力相当于一个旅。李际春改任这四个总队的总教练官，其原来属下的“救国军”全部编遣解散。1935年11月25日，国民政府方面的蓟密专员殷汝耕投向日本方面，成立了冀东防共自治政府。日本方面认为李际春的作用已经不大，乃免去其有职无权的保安队总教练官职务。
1936年，李际春在沈阳成立沈阳银行，自任总裁。当时，李际春住在沈阳土岭子胡同。
1937年七七事变后，李际春从东北到北京，劝说吴佩孚出山担任华北政府要职，但遭拒绝。1945年，李际春在东北创办印花厂，不久倒闭。
中华人民共和国成立后，李际春在天津以汉奸罪被处决。

## 家庭
- 义女：李香蘭